# Маргарита Гръцка
Маргарита, принцеса гръцка и датска, по съпруг — принцеса на Хоенлое- Лангенбург, е внучка на гръцкия крал Георгиос I и зълва на британската кралица Елизабет II.
Маргарита е родена на 18 април 1905 г. на остров Корфу, Гърция, като Маргарита цу Шлезвиг-Холщайн-Зондербург-Глюксбург, принцеса на Гърция и Дания'. Тя е най-възрастната дъщеря на гръцкия принц Андрей и на британската принцеса Алис Батенберг. По бащина линия Маргарита е внучка на гръцкия крал Георгиос II и на великата руска княгиня Олга Константиновна, която е внучка на руския император Николай I. Майката на Маргарита е внучка на британската кралица Виктория и е племенница на българския княз Александър I Батенберг. Маргарита е по-голяма сестра на принц Филип Маунтбатън - съпруг на кралица Елизабет II.
На 20 април 1931 г. Маргарита се омъжва за германския принц Готфрид фон Хоенлое-Лангенбург. Съпругът на Маргарита също е правнук на кралица Виктория, тъй като е син на внучка ѝ Александра Сакскобургготтска.
Маргарита ражда на Готфрид шест деца:
- мъртвородена дъщеря (†1933)
- Карл Александър Ернст Лудвиг Георг Емих (1935-2004)
- Беатрикс Алис Мария Мелита (1936-1997)
- Георг Андреас Хайнрих (* 1938)
- Рупрехт Сигизмунд Филип Ернст (1944-1978)
- Албрехт Волфганг Кристоф (1944-1992)

Съпругът на Маргарита гради кариера в германския Вермахт и по време на Втората световна война служи на фронта в Русия. След неуспешния атентат срещу Хитлер от 20 юли 1944 г. Готфрид е уволнен от армията. Поради антигерманските настроения в британското общество в първите години след войната военната кариера на Готфрид във Вермахта и тесните му връзки с нацистката партия стават причина Маргарита и семейството ѝ да не получат покани за сватбата на брат ѝ Филип и бъдещата британска кралица Елизабет II.
Маргарита умира на 21 април 1981 г. в Лангенбург, Западна Германия.
|  | Тази страница частично или изцяло представлява превод на страницата Princess Margarita of Greece and Denmark в Уикипедия на английски. Оригиналният текст, както и този превод, са защитени от Лиценза „Криейтив Комънс – Признание – Споделяне на споделеното“, а за съдържание, създадено преди юни 2009 година – от Лиценза за свободна документация на ГНУ. Прегледайте историята на редакциите на оригиналната страница, както и на преводната страница, за да видите списъка на съавторите. ВАЖНО: Този шаблон се отнася единствено до авторските права върху съдържанието на статията. Добавянето му не отменя изискването да се посочват конкретни източници на твърденията, които да бъдат благонадеждни. |